# بيل غريسبي
بيل غريسبي (بالإنجليزية: Bill Grigsby)‏ هو معلق رياضي أمريكي، ولد في 13 فبراير 1922 في ويلسفيل في الولايات المتحدة، وتوفي في 26 فبراير 2011 في باركفيل في الولايات المتحدة.